# Rhypholophus bifidarius
Rhypholophus bifidarius är en tvåvingeart som först beskrevs av Alexander 1919.  Rhypholophus bifidarius ingår i släktet Rhypholophus och familjen småharkrankar. Inga underarter finns listade i Catalogue of Life.